# Jan Nepomuk Vent
Jan Nepomuk Vent, ou Johann Nepomuk Wendt (également appelé Johann Wenth, Went ou Wend), né le 27 juin 1745 à Divice dans le Royaume de Bohême et mort le 3 juillet 1801 à Vienne en Autriche, est un violoniste, hautboïste, joueur de cor anglais et compositeur bohémien de la période classique, surtout connu pour ses arrangements et transcriptions d'opéras de Wolfgang Amadeus Mozart pour Harmoniemusik.

## Biographie
Jan Nepomuk Vent naît le 27 juin 1745 dans le village de Divice au sud de Cítoliby et de la ville de Louny, au nord-ouest de Prague dans le Royaume de Bohême,,,.
Son père, dont le prénom est inconnu, est un cordonnier et violoniste amateur en service au château des comtes Pachta de Cítoliby,,.
Le domaine de Cítoliby, en Bohême occidentale, avait été acquis en 1716 par Jan Jáchim Pachta de Rájov (Johann Joachim von Rayhofen, mort en 1742),, qui a transformé le château de Cítoliby, qui se trouve à quelques kilomètres de Divice, en une résidence baroque,. Son fils le comte Arnošt Karel Pachta (Ernst Karl Pachta) (1718-1789),, y fonde, en employant des musiciens de la région, un orchestre qui est à l'origine de l'école de composition de Cítoliby. Les jeunes musiciens recrutés par le comte ont reçu leur éducation musicale de base à l'école du village auprès du chantre local Václav Jan Kopřiva et le comte, dont l'ambition est d'avoir dans son orchestre non seulement des musiciens de qualité mais également des compositeurs, envoie ses recrues les plus douées étudier à Prague.
Dès son enfance, Jan Nepomuk Vent montre de fortes aptitudes musicales et apprend le hautbois : il entre ensuite au service du comte Pachta en tant que laquais et musicien (violoniste et hautboïste),,,,. Le comte l'envoie améliorer sa connaissance du hautbois auprès de Jan Stiastny, qui était membre de l'orchestre du théâtre de Prague,,,.
Mais Jan Vent supporte difficilement sa double situation de domestique et de musicien, une situation fréquente à cette époque en Bohême où le droit de servage existe encore, et il tente de s'enfuir à 3 reprises,,,.
Après avoir réussi à s'enfuir, Jan Vent entre le 1er juillet 1771 au service du prince Joseph-Adam de Schwarzenberg qui réside tantôt à Vienne et tantôt dans ses châteaux de Třeboň et de Český Krumlov dans le sud de la Bohême,. Grand amateur de musique, le prince demande à Jan Nepomuk Vent de fonder un ensemble d'instruments à vent, ce que l'on appelle à l'époque une Harmonie,.
En 1777, Vent accepte, sans quitter ses fonctions dans l'harmonie du prince, un engagement supplémentaire de second hautbois dans l'orchestre du Burgtheater de Vienne,.
En 1782, Jan Vent quitte le service du prince Schwarzenberg pour prendre le poste de second hautbois au sein de l'Harmonie Impériale de Joseph II, nouvellement créée. Il est à l'époque un des musiciens les mieux payés de la capitale autrichienne, avec un salaire de 1150 florins par an, si l'on cumule ses revenus comme hautboïste de chambre impérial, comme membre de l'orchestre de la cour et comme membre de l'orchestre du théâtre et les revenus qu'il tire de transcriptions de musique pour ensembles à vent,. On retrouve dans cette harmonie impériale à  Vienne au service de l'Empereur Joseph II où la fonction de compositeur de la Cour était tenue par Wolfgang Amadeus Mozart, des musiciens tchèques comme Jan Vent, les bassonistes Drobny et Cervenka, les Triebensee père et fils. 
Jan Vent reste pendant près de 20 ans responsable du répertoire de l'harmonie impériale, transcrivant près de 50 opéras  et ballets à succès : il est d'ailleurs aujourd'hui surtout connu pour ses arrangements et transcriptions d'opéras de Wolfgang Amadeus Mozart comme L'Enlèvement au sérail, Così fan tutte, La Flûte enchantée et Don Giovanni,.
La fille de Jan Vent, Maximiliane, épouse Joseph Triebensee et ils ont pour témoins à leur mariage Antonio Salieri et Leopold Koželuh.
Jan Nepomuk Vent meurt le 3 juillet 1801 à Vienne.

## Œuvre
De nos jours, Vent est surtout connu comme arrangeur de la musique pour instruments à vent des opéras de Mozart,, mais on conserve cependant de lui  des Parthias (une désignation libre pour les "suites" qui ont survécu dans la musique pour orchestre à vent longtemps après avoir été supplantées par les symphonies et les sonates), des quatuors à cordes, des duos pour flûte et une symphonie, que l'ensemble Czech Chamber Philharmonic a enregistrée en 2007 pour le label Alto.
- Quartetto concertante en si bémol majeur pour hautbois, grand hautbois, cor anglais et basson
- Parthia en ut majeur «Alléluia»
- Parthia en fa majeur pour deux hautbois, deux cors anglais, deux cors et deux bassons
- Quatuor pour hautbois, hautbois d'amour, cor anglais et basson
- Quatuor pour violons [2], alto et violoncelle en do majeur
- Trio en si bémol majeur pour 2 hautbois et cor anglais
- Symphonie en mi bémol majeur

## Enregistrements
- 1966 : Quartetto concertante sur l'album Musica antiqua citolibensis - Czech masters of the 18th century (réédition en CD, Supraphon SU 3908-2, 2007)
- 1995 : Trio in B flat major for 2 Oboes and English Horn sur le CD Wind Trios, Novák Trio (Supraphon SU 3009-2 131)
- 1997 : Sinfonia in E flat major sur le CD Mozart and His Czech friends, Virtuosi di Pragua, dir. Oldřich Vlček (Multisonic 31 0399-2)
- 2007 : Sinfonia in E flat major sur le CD Baroque Bohemia and Beyond : Mysliveček - Gallina - Vent - Bárta - Fiala, Czech Chamber Philharmonic, dir. Vojtěch Spurný (Alto ALC 1014)
- 2018 : Parthia en ut majeur « Alléluia » sur le CD Hunting Music of Old Czech Masters, Collegium Musicum Pragensae, Prague Symphony Orchestra, dir. František Vajnar (Supraphon SU 4228-2)